# Kate Holt
Katherine Emily Holt (* 1972) je britská fotoreportérka, která pracuje především v Africe a na Středním východě a shromažďuje humanitární a rozvojové příběhy pro nevládní organizace a soukromé společnosti, stejně jako pro Velkou Británii a globální média. Je také ředitelkou komunikační agentury Arete.

## Životopis
Holt se narodila v Zimbabwe v roce 1972 britským a jihoafrickým rodičům. Vyrůstala v Newfoundlandu a od svých jedenácti let studovala ve Velké Británii v St Anne's ve Windermere. Před odchodem na univerzitu strávila rok prací v sirotčinci Negru Voda v Rumunsku u HIV pozitivních a postižených dětí. Během let, kdy byla studentkou, se tam vracela každé léto. Studium dokončila na History Masters ze St Andrew's University ve Skotsku a získala postgraduální diplom v oboru fotožurnalistiky na London School of Printing v Londýně.

## Kariéra
Holt zahájila svou kariéru v BBC, kde pracovala na Breakfast News a BBC News 24. Její první terénní zkušenosti byly v Kosovu, dokumentující dopady konfliktu na civilní obyvatelstvo. Odtamtud pokračovala v psaní své první vyšetřovací zprávy, která odhalila obchodování s mladými dívkami z východní Evropy do Bosny a do Velké Británie. Tato práce byla publikována jako titulní článek v The Sunday Times Magazine a v The Observer. Bylo to poprvé, kdy byla odhalena otázka obchodování se ženami z východní Evropy pro sexuální účely.
V roce 1999 se Holt přestěhovala do Nairobi v Keni, aby dokumentovala zpravodajské události ve východní a západní Africe. V roce 2001, po útocích z 11. září v USA, Holt odjela do Pákistánu, kde dokumentoval příliv uprchlíků přes hranice z Afghánistánu, když se americké a britské jednotky spojily proti Talibanu. V roce 2003 cestovala Holt do Iráku s prvním lékařským konvojem, který nabídl podporu Basře i Nazariji, když koaliční jednotky svrhly Saddáma Husajna.
V roce 2009 se Holt přestěhovala do afghánského Kábulu a strávila tři roky dokumentováním tamního konfliktu pro řadu britských novin, včetně Daily Mail, The Guardian nebo Financial Times.
V únoru 2012 založila Holt mediální a komunikační agenturu Arete, která se specializuje na vyprávění humanitárních příběhů, mediální strategii a školení a která vytváří obsah pro nevládní organizace, charitativní organizace a korporace, aby vyprávěla „příběhy, které mají vliv“.
V roce 2013 Holt jako první novinářka odhalila znásilnění jako válečnou zbraň, kterou používají somálští vojáci proti ženám žijícím v uprchlických táborech po celém Mogadišu. Příběh publikoval The Guardian a do problematiky se následně zapojilo mnoho skupin pro lidská práva. O rok později, v roce 2014, Holt jako první novinářka odhalila sexuální zneužívání žen v Jižním Súdánu po návratu do války mezi vojáky jihosúdánské vlády a opozičními silami. Holt dokumentovala obléhání nákupního centra Westgate v Nairobi poté, co na něj v roce 2013 zaútočili teroristé, a vytvořila řadu fotografií a příběhů pro média, včetně BBC.
Sídlí ve Velké Británii, odkud pravidelně cestuje do zahraničí, kde dokumentuje zkušenosti uprchlíků a dopady války a chudoby na ženy a děti v konfliktech v zemích jako Konžská demokratická republika, Libérie, Somálsko, Jižní Súdán, Keňa, Súdán, Zimbabwe, Irák, Afghánistán a Haiti. Fotografuje pro nevládní organizace (NGO), včetně takových jako jsou: UNICEF, Care International, Jhpiego, Mezinárodní výbor Červeného kříže (ICRC), Lékaři bez hranic nebo Úřad Vysokého komisaře OSN pro uprchlíky (UNHCR).
Holt je pravidelnou přispěvatelkou do magazínů BBC, The Guardian a The Mail on Sunday. Její práce byla také publikována v The Independent, The Times, The Observer, Daily Mail, The Daily Telegraph nebo Financial Times.

## Sexuálního vykořisťování příslušníky mírových sil OSN
V letech 2004 a 2005 fotografka odhalila příběh sexuálního vykořisťování mírovými silami OSN v Konžské demokratické republice v sérii článků pro The Independent. Příběh vedl k tomu, že Kofi Annan v této otázce vyhlásil politiku „nulové tolerance“.
Holt pokračovala v publikování článku o zjevném zakrytí sexuálního obtěžování ze strany OSN v New Yorku ze strany vysokého komisaře OSN pro uprchlíky a bývalého nizozemského předsedy vlády Ruuda Lubberse. Její článek se týkal zprávy OIOS, která uváděla, že Lubbers sexuálně obtěžoval členky svého personálu. Zpráva, která byla později přezkoumána v návaznosti na zpochybnění verdiktu, byla shledána nedostatečným zdůvodněním, jelikož od ostatních svědků údajného obtěžování neexistovaly žádné podpůrné důkazy. Z tohoto důvodu se OSN rozhodla zprávu nezveřejnit. Ruud Lubbers na svůj post rezignoval poté, co byl článek Holtové publikován kvůli negativní publicitě, ačkoli vůči jakýmkoli obviněním tvrdil, že je nevinný. Kofi Annan, když akceptoval svou rezignaci, rovněž uvedl, že zjištění, že obvinění nemají žádnou podstatu, jsou stále platná.

## Opatrovnictví
Holt je správkyní týmu Rubicon UK a Royal Humane Society.

## Arete
V únoru 2012 Holt založila mediální a komunikační agenturu Arete, která se specializuje na humanitární storytelling, mediální strategii, produkci obsahu a školení pro nevládní organizace, charity a korporace. Je ředitelkou společnosti a pravidelně plní úkoly pro klienty Arete.

## Ocenění
V roce 1996, během pobytu v St Andrews, univerzita udělila fotografce cenu za výjimečné služby pro komunitu za její práci v rumunských sirotčincích.
Holt byla dvakrát nominována na cenu Amnesty for Humanitarian Reporting. Jednou v roce 2005 za sérii článků s názvem Když se mírotvorci stanou predátory a znovu v roce 2010 za fotografickou sérii o starších lidech v Zimbabwe.
Amnesty International ji ocenila za fotografickou dokumentaci krize způsobené suchem v oblasti afrického mysu Horn v roce 2011.

## Výstavy
V roce 2003 Holt cestovala do Iráku a fotografovala dopad invaze Spojeného království a USA na civilní obyvatelstvo v Basře a Nazariah. Vytvořené dílo bylo vystaveno v Londýně a Angers ve Francii. Výstavu nazvanou „Vítězství“ podpořili dramatik Harold Pinter a Tariq Ali, kteří oba podporovali protiválečné hnutí. Fotografie použila Amnesty International pro svou kampaň za ukončení používání kazetových pum a nelegálních zbraní koaličními silami v Iráku.
V letech 2010 až 2011 se fotografka zúčastnila společně s jednotkami AMISOM z Ugandy a Burundi misí na frontě Mogadiša. Kromě produkce souboru prací pro AMISOM vyučovala fotografii šest ugandských a burundských vojáků. Výsledky tohoto školení a její vlastní práce byly v říjnu 2011 vystaveny v Národním muzeu v Nairobi v Keni na výstavě s názvem Brothers in Arms. Výstava následně putovala do Národního muzea v Ugandě a na výstaviště OSN v Burundi a nyní sídlí na základně AMISOM na mezinárodním letišti Mogadišu.
- 1999: Plight of a People, The White Horse Gallery, Londýn. Fotografie kosovské uprchlické krize 1999 - samostatná výstava.[21]
- 2001: Útěk z Afghánistánu, The Gold Gallery, Londýn. Fotografie afghánských uprchlíků pořízené v Pákistánu a Afghánistánu v roce 2001 - samostatná výstava.[21]
- 2004: Don Bosco, prezidentův dům, Brusel. Portréty dětí pořízených v sirotčinci Don Bosco Goma v Demokratické republice Kongo.[21]
- 2004: Victory, The Spitz Gallery London. Samostatnou výstavu podpořili Harold Pinter, Tariq Ali a Human Rights Watch.[18]
- 2004: Victory, Angers, Francie. Obrazy následků války v Iráku.[21]
- 2006: The Human Face of Gun Violence, sekretariát OSN, New York. Společná výstava financovaná IANSA a Střediskem pro lidský dialog u příležitosti zahájení Konference OSN o přezkumu obchodu s ručními palnými zbraněmi.[22]
- 2006: Muži a zbraně, Nizozemské ministerstvo zahraničí, Haag. Společná výstava s Heidi Schumannovou, financovaná Centrem pro lidský dialog.[23]
- 2007: Muži a zbraně, 116. shromáždění Meziparlamentní unie, Bali. Společná výstava s Heidi Schumannovou, financovaná Centrem pro lidský dialog.[24]
- 2007: Lidská tvář násilí se zbraněmi, Muzeum Prištiny, Kosova. Společná výstava financovaná organizacemi IANSA a Human Dialogue Center.
- 2008: Staří lidé z Kyrgyzstánu, Helpage International Bishkek, Kyrgyzstan. Společná výstava s Malikem Alymkuloffem, kterou pořádá Helpage International Bishkek v Kyrgyzstánu.[25]
- 2008: Světová výstava fotografií o potravinové krizi, New York. Účastník výstavy zaměřené na získávání finančních prostředků a multimediální akce v New Yorku na podporu projektu Nuru.[26]
- 2010: Mezinárodní fotografická výstava Care, Thames Path v Londýně. Účastník výstavy zvyšující povědomí o Temži v Londýně[27]
- 2011: Hidden Faces - Women in Afghanistan, House of Commons, London. Výstava ve sněmovně na podporu povědomí o právech žen v Afghánistánu.[28]
- 2011: Brothers in Arms, Nairobi National Museum. Zobrazuje roli Africké unie v Mogadišu v Somálsku. Nairobi.[19]
- 2012: Brothers in Arms, Kampala National Museum. Zobrazuje roli Africké unie v Mogadišu v Somálsku. Kampala.[29]
- 2012: Brothers in Arms, Bujumbura UN Information Center. Výstava v Bujumbuře Informační centrum OSN zobrazující úlohu Africké unie v somálském Mogadišu. Bujumbura.
- 2013: Děti Somálska, somálská konference EU, parlament EU, Brusel. Výstava zobrazující fotografie pořízené somálskými dětmi v rámci projektu Photoclub vedeného společností Holt ve spolupráci s UNICEF Somalia a výběr Holtova díla ze Somálska při příležitosti somálské konference EU[30]
- 2013: Neviditelná výstava nepřátel, Národní muzeum armády v Londýně. Výstava zkoumající využití IED v Afghánistánu.[31]
- 2016: Shared Success: Agriculture Transformation @ 10, Nairobi National Museum v Keni. Výstava pro Rockefellerovu nadaci a AGRA k oslavě úspěchu farmářů a drobných podnikatelů a žen ve čtyřech z 18 afrických zemí, kterým Rockefellerova nadace a AGRA v uplynulém desetiletí pomáhali.[32]
- 2017: Jižní Súdán: Náklady na neúprosnou válku. Panelová diskuse o lidských nákladech války v Jižním Súdánu a o tom, jaká bude budoucnost pro nejnovější zemi světa, s výběrem fotografií pořízených Kate Holt pro UNICEF v Jižním Súdánu v klubu Frontline Club v Londýně[33]
- 2017: Londýnská somálská konference. Výstava fotografií demonstrujících důsledky pokračujícího sucha v Somálsku ve Whitehallu v Londýně[34]
- 2017: Guardian: Faces of Modern Slavery. Holt přispěl fotografováním a psaním do projektu Guardian's Faces of Modern Slavery, který dokumentuje trýznivé příklady současného otroctví v různých zemích, které budou k vidění na londýnském Kings Place[35]
- 2018: Brave: The Girls of South Sudan. Výstava zobrazující fotografie pořízené Kate při zadání do PLAN International UK v Jižním Súdánu, v Gallery @ OXO, Londýn, Velká Británie[36]
- 2018: Vaccine Heroes. Výstava fotografií pořízených Kate při zadání u GAVI v Quai du Mont-Blanc, Ženeva, Švýcarsko[37]
- 2019: Brave: The Girls of South Sudan. Výstava fotografií pořízených Kate při zadání u PLAN International UK v Jižním Súdánu, v Midlands Arts Centre v Birminghamu[36]
- 2019: Brave: The Girls of South Sudan. Výstava zobrazující fotografie pořízené Kate při zadání do PLAN International UK v Jižním Súdánu, v Assembly Rooms, Edinburgh[36]
- 2019: Kibera: Život ve slumu. Při hlubokém pohledu na rozvojový svět a jeho problémy prostřednictvím hranolu a lidí žijících v Kibere byly fotografie Kate a fotografů z Kibery zavěšeny na výstavě na King's Place v Londýně ve Velké Británii[38]

## Galerie

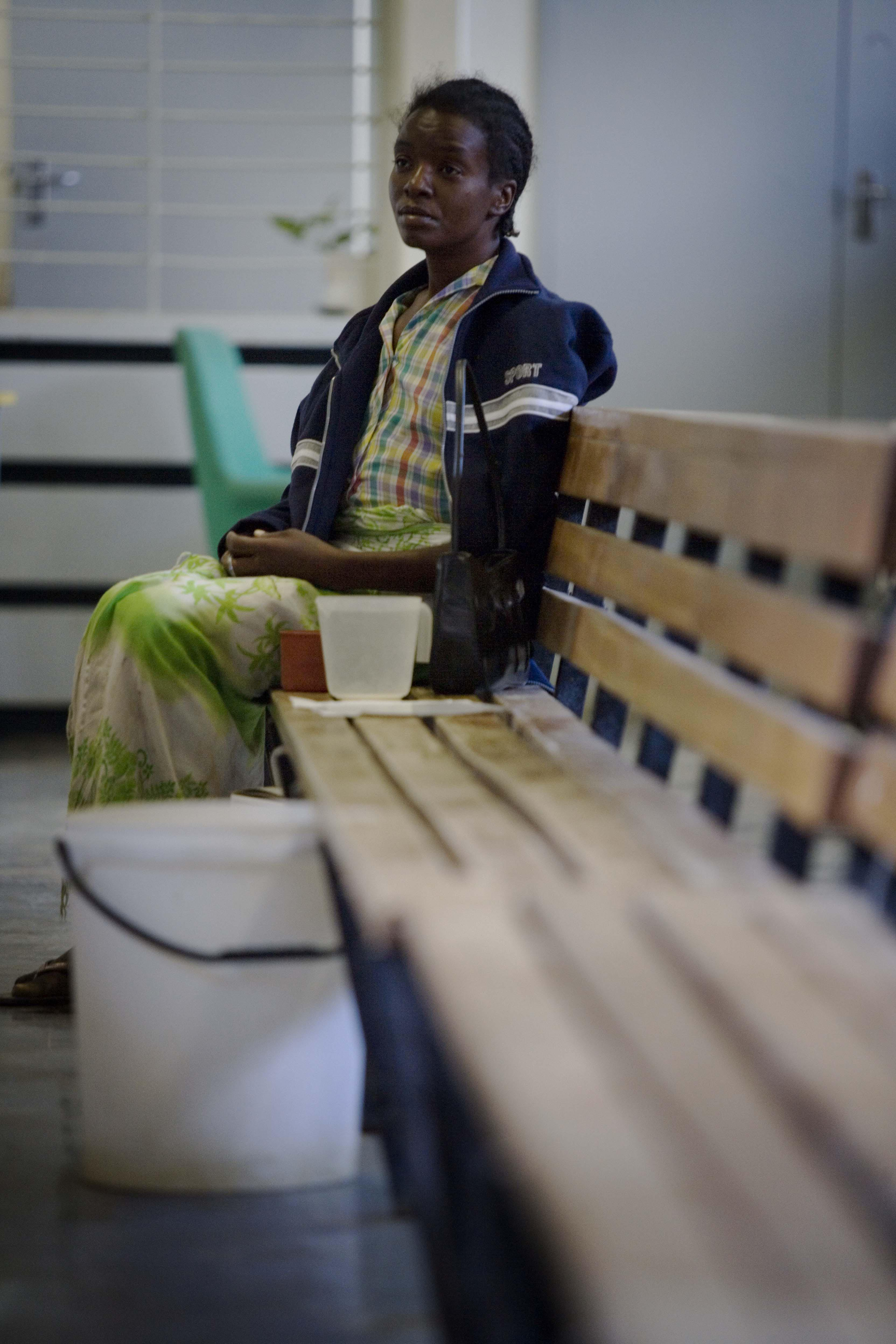
Žena čeká na testování v léčebně cholery v okrese Budiriro, který byl nepříznivě zasažen cholerou, Harare, Zimbabwe, 21. dubna 2009.
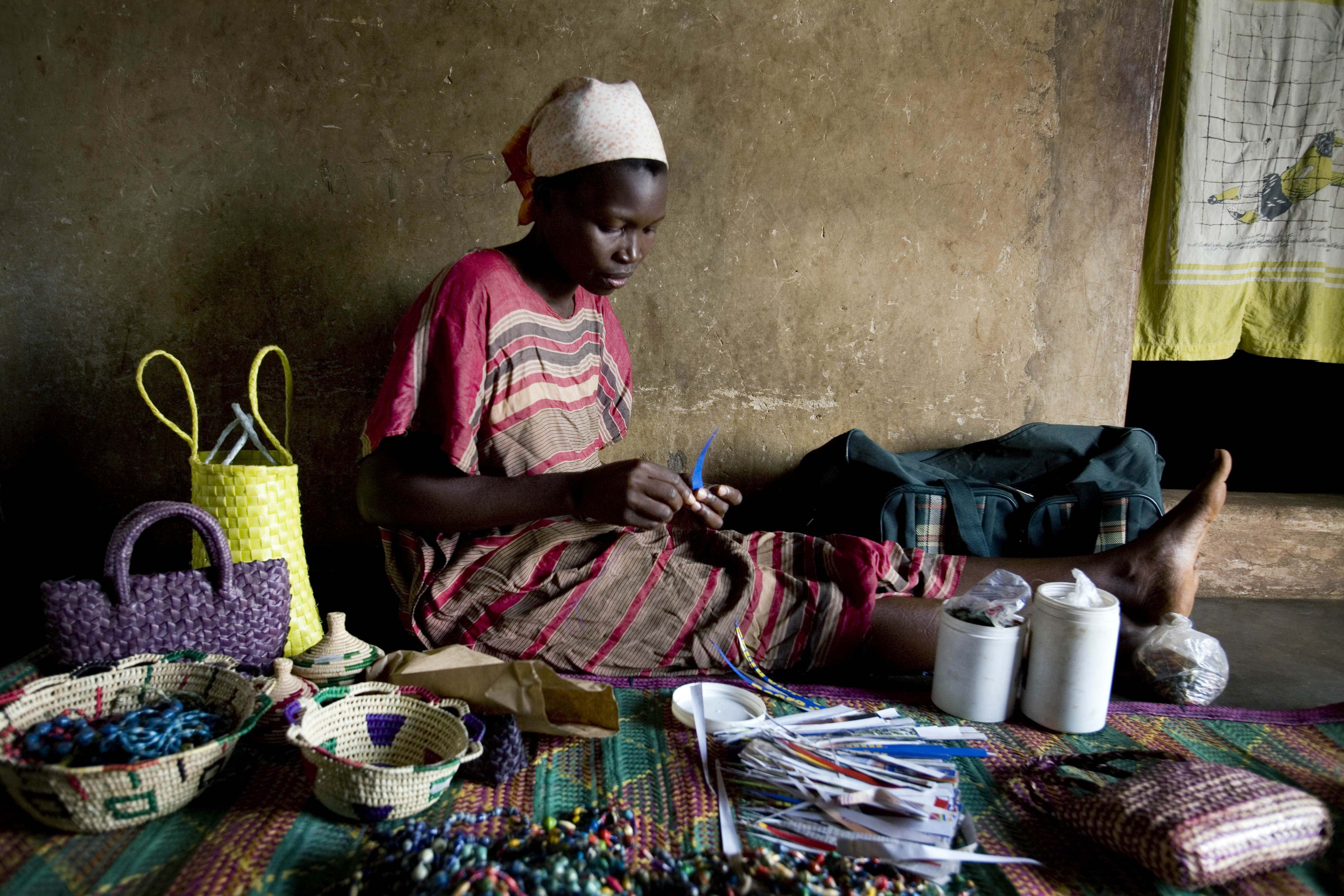
Annette Nandase, účastnice projektu Beads of Hope Mbuya, navléká korálky ve svém domě v ugandské čtvrti Mbuya v Kampale, 10. března 2009.
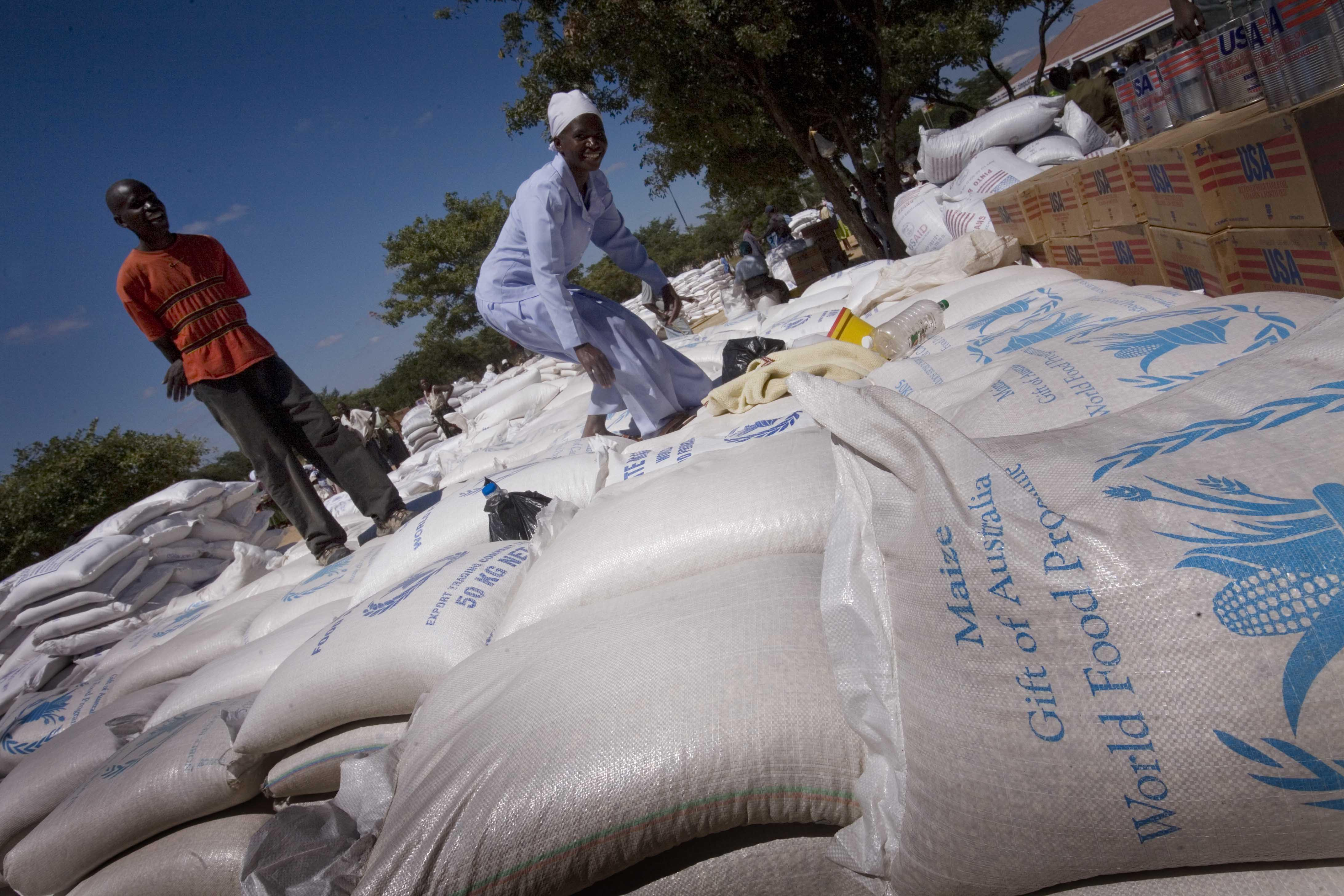
Pytle s potravinovou pomocí, které darovala australská vláda, se hromadí v místě distribuce potravin v Epworthu, Harare, Zimbabwe, 23. dubna 2009.
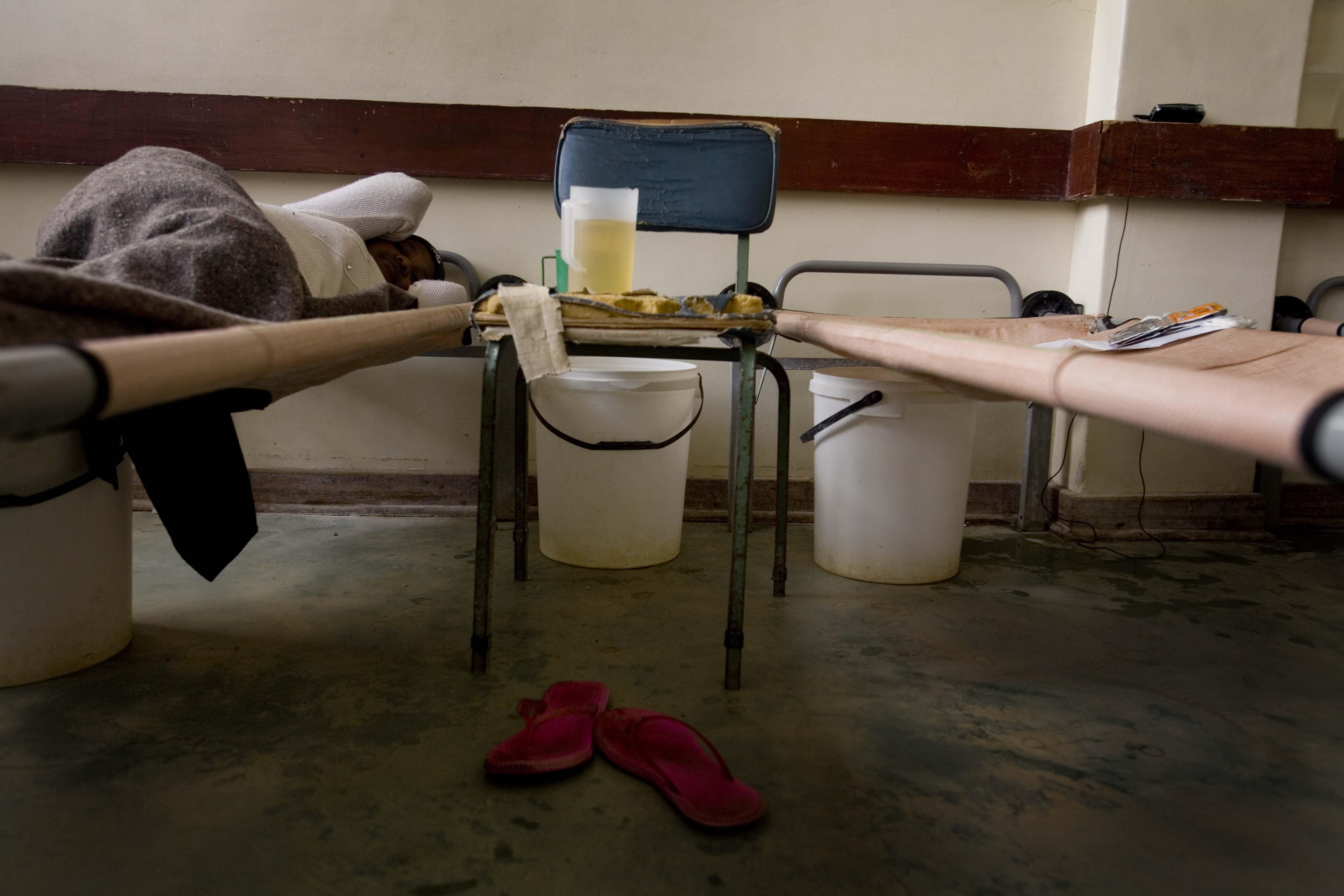
Pacienti leží v posteli v centru léčby cholery v okrese Budiriro, který byl nepříznivě zasažen cholerou, Harare, Zimbabwe, 21. dubna 2009